# Lycoperdon pyriforme
Lycoperdon pyriforme Schaeff., 1774 è un fungo della famiglia Agaricaceae.

## Etimologia
Generedal greco lúkos (λύκος) = lupo e pérdomai (πέρδομαι) = scorreggiare, cioè "scorreggia di lupo", per il modo in cui vengono disperse le spore.
Speciedal latino pyriforme = a forma di pera, per la sua tipica forma a pera capovolta.

## Descrizione della specie

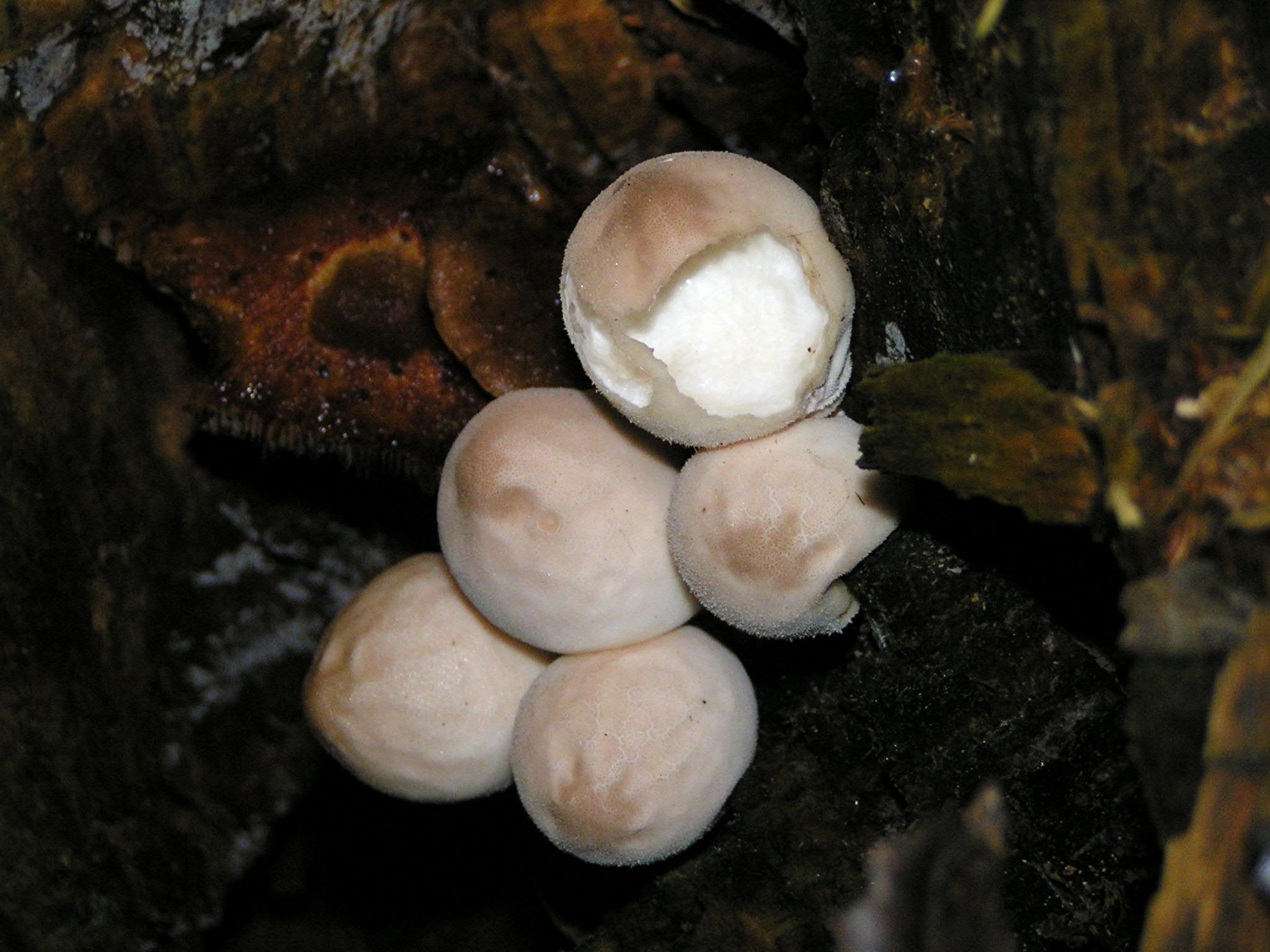
Gruppo di L. pyriforme

### Corpo fruttifero
Corpo fruttifero subgloboso o a forma di pera capovolta, leggermente umbonato alla sommità, ricoperto di verruche o granulosità; la parte inferiore peduncolata è fissata al substrato da un ciuffo miceliare rizoideo; colore biancastro, poi giallognolo o grigio-bruno.

### Carne
Carne bianca, poi olivastra o olivo-brunastra, con la parte sterile basale del gambo che resta bianca.
- Odore: forte, fungino (giudicato "di capra" da diversi esperti).
- Sapore: dolciastro.

### Caratteri microscopici
Spore
Globose o sferiche, lisce, color bruno-oliva in massa.

### Distribuzione e habitat
Cresce in estate-autunno, in gruppi o file, su ceppaie marcescenti o nei pressi di tronchi.

Spesso può essere reperito nelle vicinanze di esemplari del congenere Lycoperdon perlatum.

### Commestibilità
Discreta se consumato "impanato", altrimenti mediocre.

Come tutti i funghi del genere Lycoperdon, va consumato solo quando la gleba è bianca.

## Tassonomia

### Sinonimi e binomi obsoleti
- Utraria pyriformis (Schaeff.) Quél., Mém. Soc. Émul. Montbéliard, Sér. 2 5: 369 (1873)
- Morganella pyriformis (Schaeff.) Kreisel & D. Krüger [as 'pyriforme'], in Krüger & Kreisel, Mycotaxon 86: 175 (2003)
- Lycoperdon pyriforme var. globulosum P. Karst.
- Lycoperdon pyriforme Schaeff., Fung. bavar. palat. nasc. (Ratisbonae) 4: 128 (1774) var. pyriforme
- Lycoperdon pyriforme ß tessellatum Pers., Syn. meth. fung. (Göttingen) 1: 148 (1801)
- Lycoperdon serotinum Bonord., Bot. Ztg. 15: 631 (1857)
- Lycoperdon pyriforme var. serotinum (Bonord.) Hollós, Gasteromyc. Ungarns: 112 (1904)
- Lycoperdon pyriforme var. intumescens J. Kickx f., Fl. Crypt. Flandres (Paris) 2: 16 (1867)
- Lycoperdon pyriforme var. icterinum Kalchbr., (1877)
- Lycoperdon pyriforme var. usambarense Eichelb., Verh. Naturwiss. Vereins Hamburg, ser. 3 14: 90 (1906)
- Lycoperdon pyriforme var. flavum Lloyd, Mycol. Writ. 4(Letter 60): 11 (1915)
- Lycoperdon pyriforme var. echinosporum Naveau, Natuurw. Tijdschr. 5: 88 (1923)
- Lycoperdon pyriforme subsp. globosum Sosin, Notul. syst. Sect. cryptog. Inst. bot. Acad. Sci. U.S.S.R. 8: 129 (1952)
- Lycoperdon pyriforme var. globosum (Sosin) F. Šmarda, Fl. ČSR, B-1, Gasteromycetes: 341 (1958)[3]

### Specie simili
- A volte può essere confuso con Lycoperdon perlatum (commestibile se la gleba è bianca), per lo più quando si tratta di esemplari vetusti.
- Scleroderma citrinum (velenoso).

## Polmonite allergica ( o "Lycoperdonosi")
Chi soffre di allergie alle vie respiratorie deve fare attenzione, perché quando la gleba diventa pulverulenta, esercitando una pressione sul corpo fruttifero, questa viene espulsa sotto forma di getto polveroso facilmente inalabile.
La lycoperdonosi è una bronchioalveolite acuta su base allergica non dovuta a produzione di alcuna micotossina che può seguire ad un'accidentale o intenzionale inalazione di spore di funghi del genere Lycoperdon.